# Maria Teresa Parpagliolo

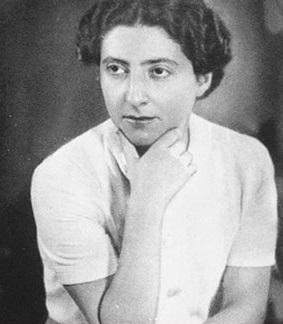
Maria Teresa Parpagliolo, 1940er Jahre

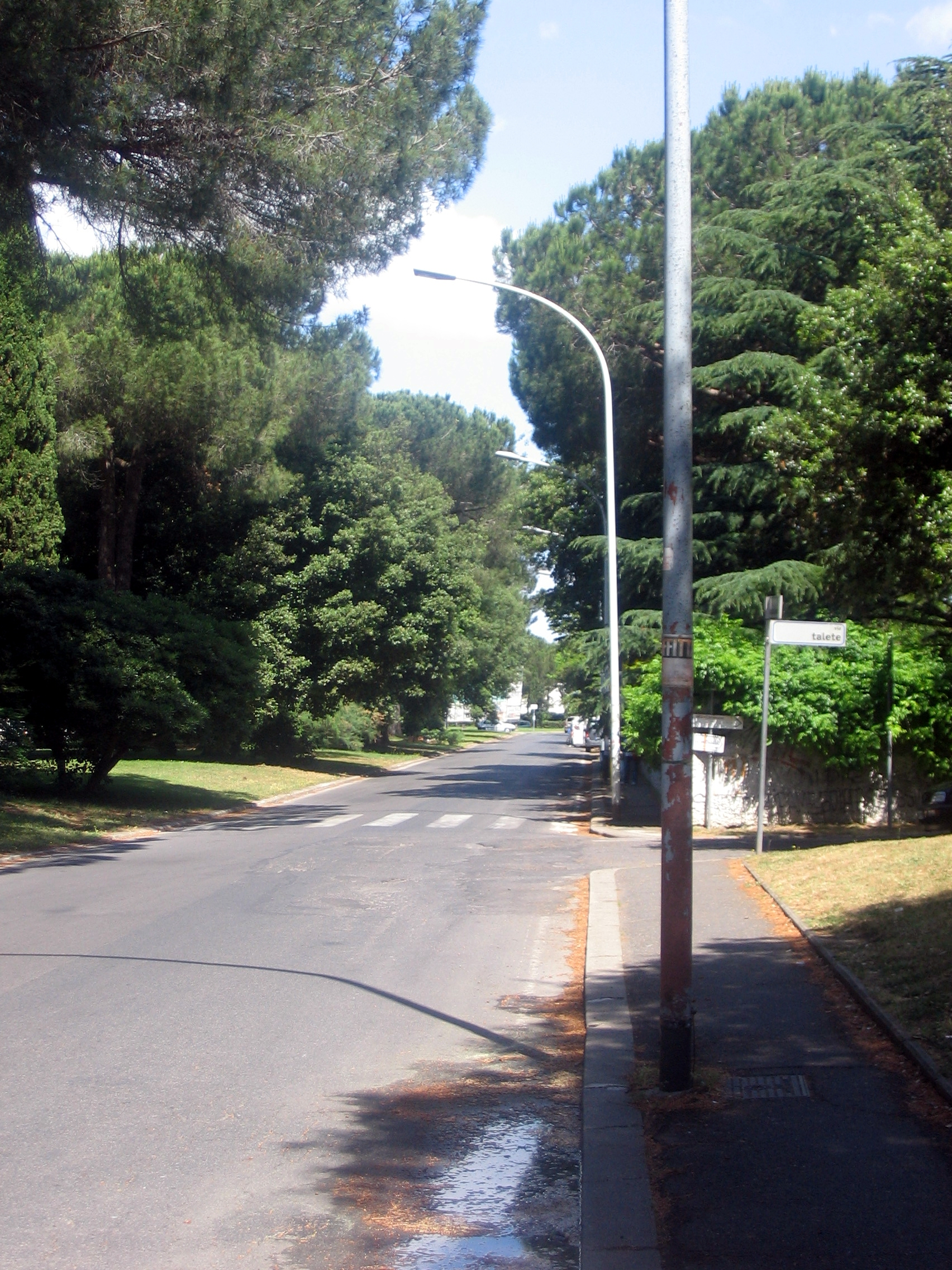
Allee in Casal Palocco, 2006

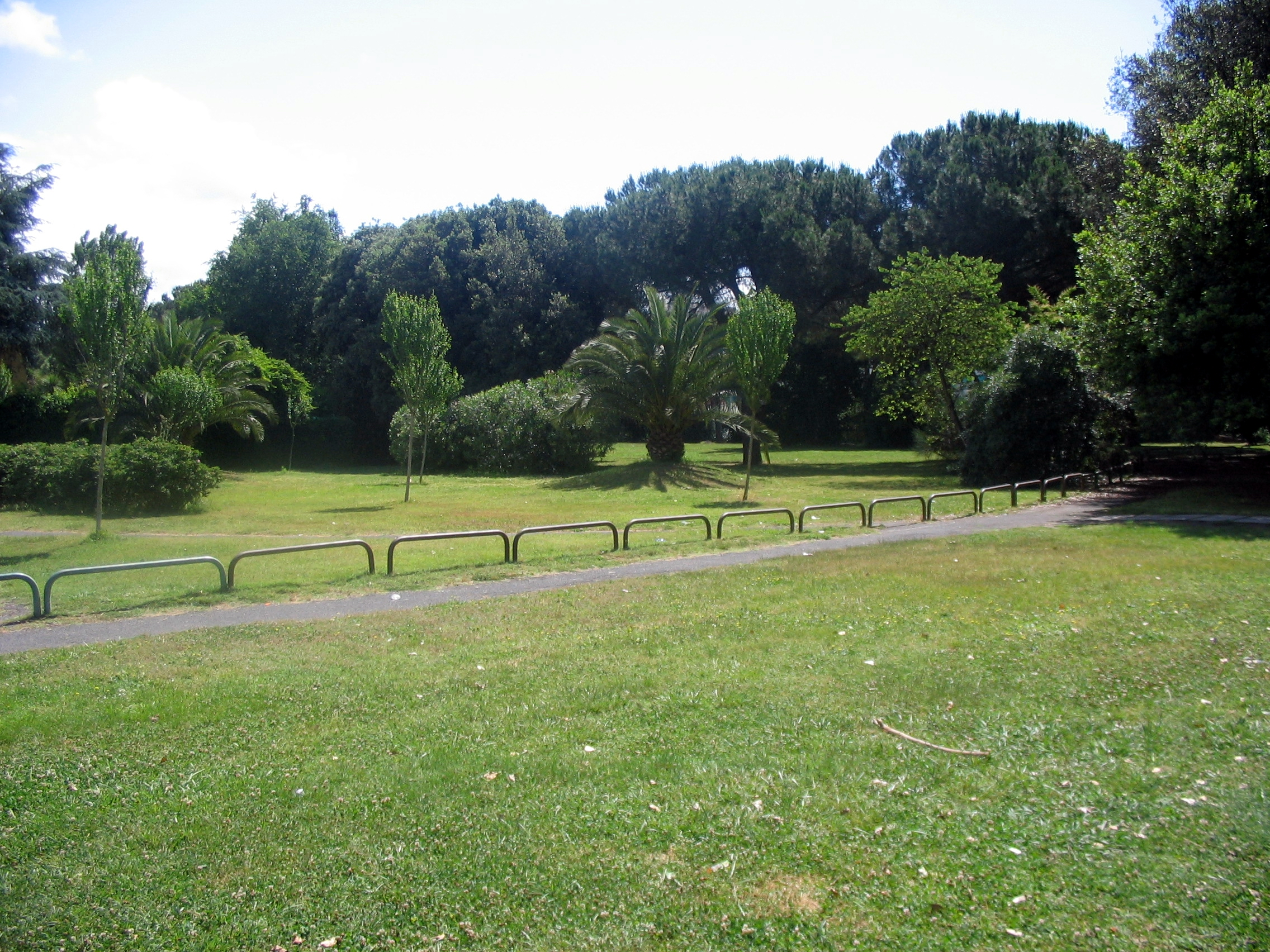
Gartenanlage in Casal Palocco, 2006

Maria Teresa Parpagliolo (* 1903 in Rom; † 1974 ebenda) war eine italienische Landschaftsarchitektin.

## Leben
Maria Teresa Parpagliolo wurde als Tochter von Bianca Manara und des Schriftstellers und Naturforschers Luigi Parpagliolo 1903 geboren. Zunächst Autodidaktin absolvierte sie von Oktober 1931 bis April 1932 im Atelier des englischen Landschaftsarchitekten Percy Stephen Cane (1872–1953) eine Ausbildung im Bereich Landschaftsarchitektur und Gartenanlagen. Von 1940 bis 1942 leitete sie das Büro für Parks und Gärten (’Ufficio Parchi e Giardini) der Stadtverwaltung von Rom.
Unmittelbar nach dem Krieg, 1946, heiratete sie den englischen Soldaten Ronald Shephard und begann, abwechselnd in England und Italien zu arbeiten und zunehmend bedeutendere Aufgaben zu übernehmen. Sie wurde in das British Institute of Landscape Architects aufgenommen und nimmt 1951 am Festival of Britain teil. Seitdem wird sie im Oxford Companion to Gardens als „eine der wichtigsten Landschaftsarchitektinnen des 20. Jahrhunderts“ geführt.
Zudem war sie Mitglied in mehreren italienischen Vereinigungen zu Landschaftsarchitektur und Gärten, wie der Associazione Italiana degli Architetti del Giardino e del Paesaggio, der Società Italiana ‘Amici dei Fiori‘ oder der Società di Orticultura di Lombardia.

## Ausgeführte Projekte
Ihre ersten Arbeiten sind Entwürfe für Grünanlagen für Privathäuser. Sie schrieb Artikel über die Gestaltung von Gärten und verfasste zwischen 1930 und 1938 eine feste Kolumne mit dem Titel Giardino fiorito für die italienische Architekturzeitschrift Domus.
1939 entwarf sie in Zusammenarbeit mit den Architekten Raffaele De Vico und Pietro Porcinai das Gesamtkonzept für die Parks und Grünanlagen des neuen Stadtteils Esposizione Universale di Roma (EUR), in dem 1942 die Weltausstellung (Projektname E42) stattfinden sollte. Die Anlage der Grünflächen des EUR sollte, sicher im Sinne des durch den italienischen Faschismus geprägten Gesamtkonzepts, weitläufig gestaltet und nicht nur als Beiwerk des städtebaulichen und architektonischen Teils gesehen werden. Aufgrund des Krieges wurden die Bauarbeiten für die Weltausstellung nicht vollständig ausgeführt.
Weitere Projekte sind zum Beispiel:
- 1930–32 Öffentliche Gärten bei der IV Triennale di Monza und in Littoria
- 1939 Konzept (mit dem Architekten Giuseppe Meccoli) für die "Italienische Gartenausstellung" (Mostra del giardino italiano) auf der E42
- 1945–46 Französischer Soldatenfriedhof in Monte Mario in Rom (mit der Architektin Elena Luzzatto)
- 1946 The Dune Gardens in Mablethorpe und Sutton-on-sea (mit der Architektin Sylvia Crowe)
- 1949–51 Garten des Regattarestaurants und der "Pavillon der Menschheitsgeschichte" auf dem Festival of Britain
- 1952–70 Grünflächen und Gärten in diversen römischen Wohngebieten, darunter zum Beispiel Casal Palocco
- 1963 Entwurf für den Park des Albergo Cavalieri Hilton
- 1968 Atrium und innere Gärten des Hauptsitzes der RAI in der Viale Mazzini
- 1970 Gärten am Sitz der Fondazione Giovanni Agnelli in Turin

1970–71 führte Parpagliolo Untersuchungen im Garten Bagh-e Babur in Kabul im Auftrag des IsMEO (Istituto italiano per il Medio ed Estremo Oriente) durch. In einer Reihe von Reliefstudien im Garten versuchte sie, seine ursprüngliche Struktur zu ermitteln, darunter die Position der Wasserbecken, die Wegeorganisation oder die Baumkomposition. Die Ergebnisse veröffentlichte sie 1972.